# Dourlers
 Dourlers  (ndl.: "Dorlaar") ist eine französische Gemeinde mit 537 Einwohnern (Stand 1. Januar 2022) im Département Nord in der Region Hauts-de-France. Sie gehört zum Arrondissement Avesnes-sur-Helpe und zum Kanton Avesnes-sur-Helpe.

## Geografie
Die Gemeinde Dourlers liegt im Regionalen Naturpark Avesnois, elf Kilometer südlich von Maubeuge und 13 Kilometer westlich der Grenze zu Belgien. Das Gemeindegebiet wird vom Flüsschen Tarsy durchquert. Nachbargemeinden von Dourlers sind Éclaibes im Norden, Floursies im Nordosten, Beugnies im Osten, Semousies im Südosten, Bas-Lieu im Süden, Saint-Hilaire-sur-Helpe im Südwesten und  Saint-Aubin im Westen.

## Bevölkerungsentwicklung
| Jahr      | 1962 | 1968 | 1975 | 1982 | 1990 | 1999 | 2009 | 2020 |
| Einwohner | 746  | 748  | 710  | 622  | 582  | 567  | 551  | 542  |

## Sehenswürdigkeiten
- Kirche zur Unbefleckten Empfängnis (Immaculée Conception), erbaut 1859
- Schloss Dourlers, Monument historique
- Kapelle Saint-Julien

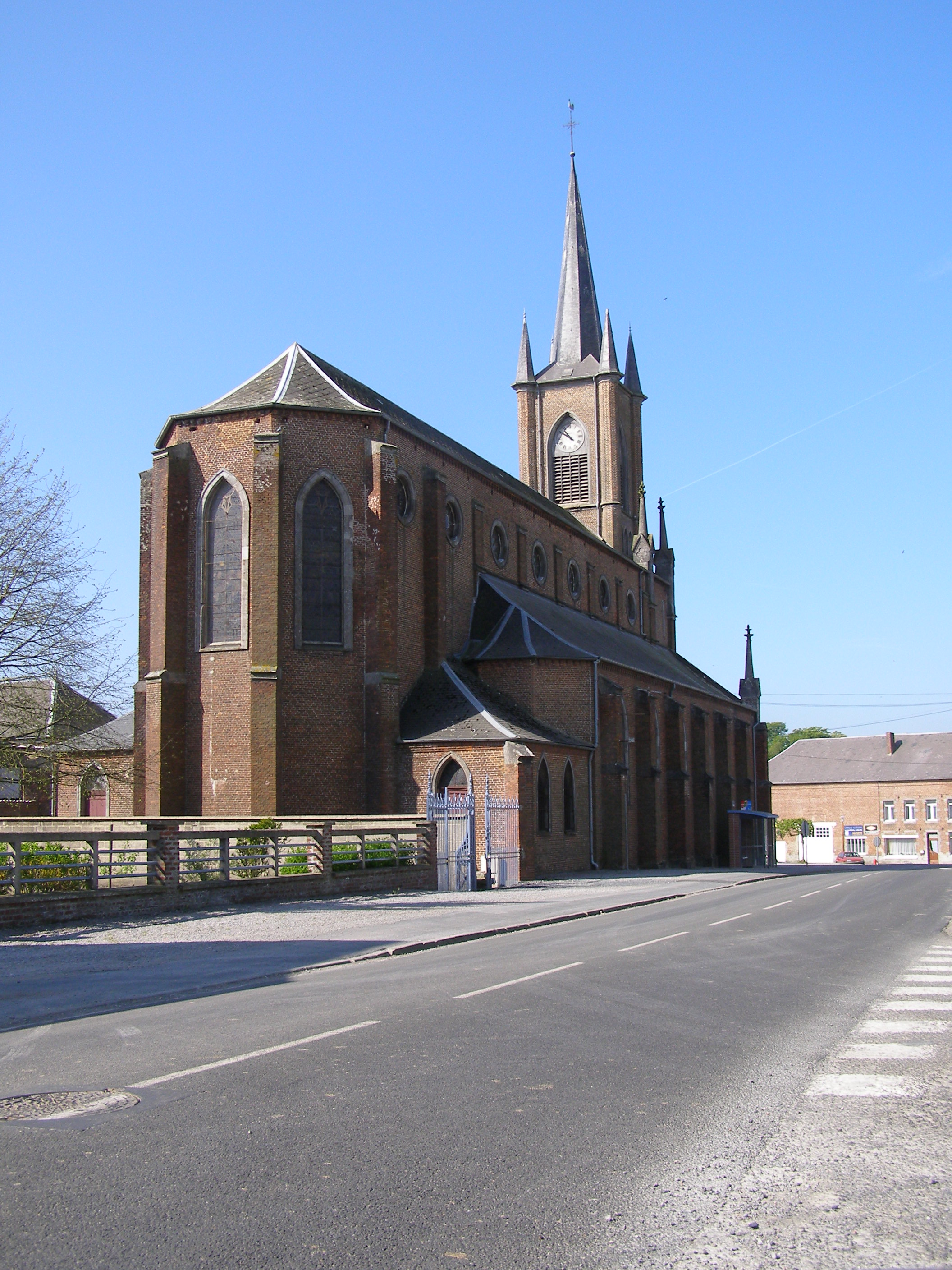
Kirche
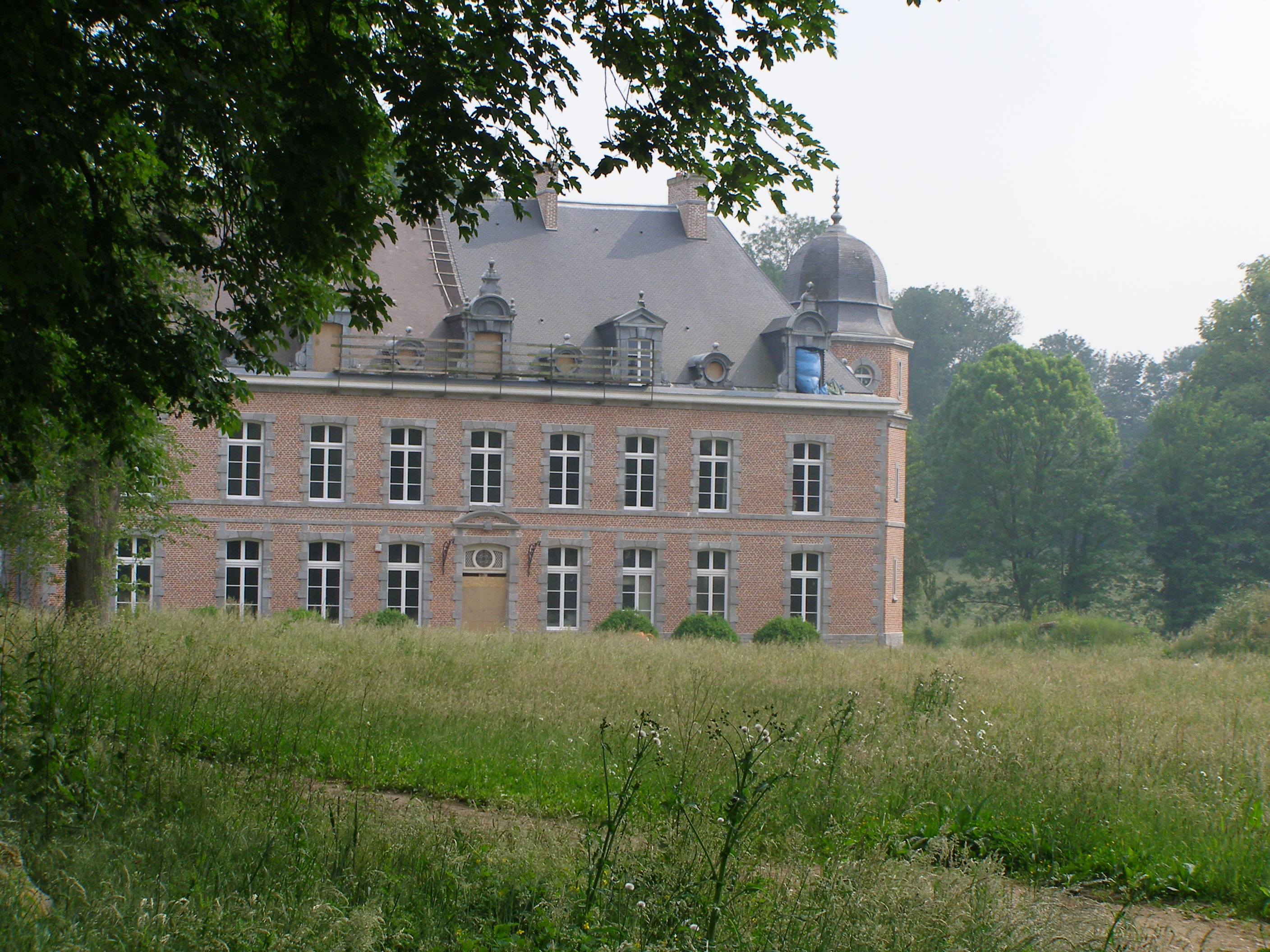
Schloss
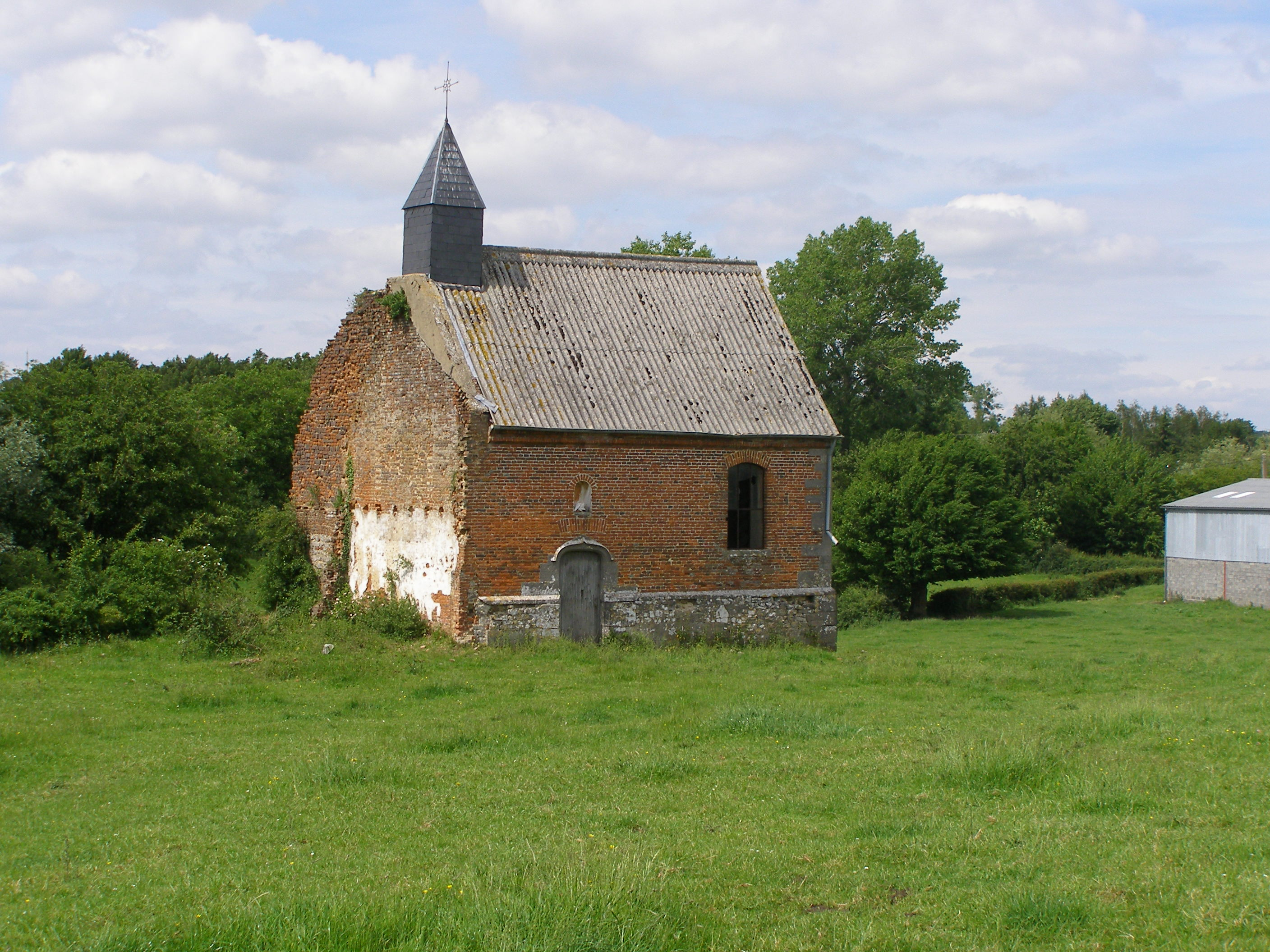
Kapelle Saint-Julien
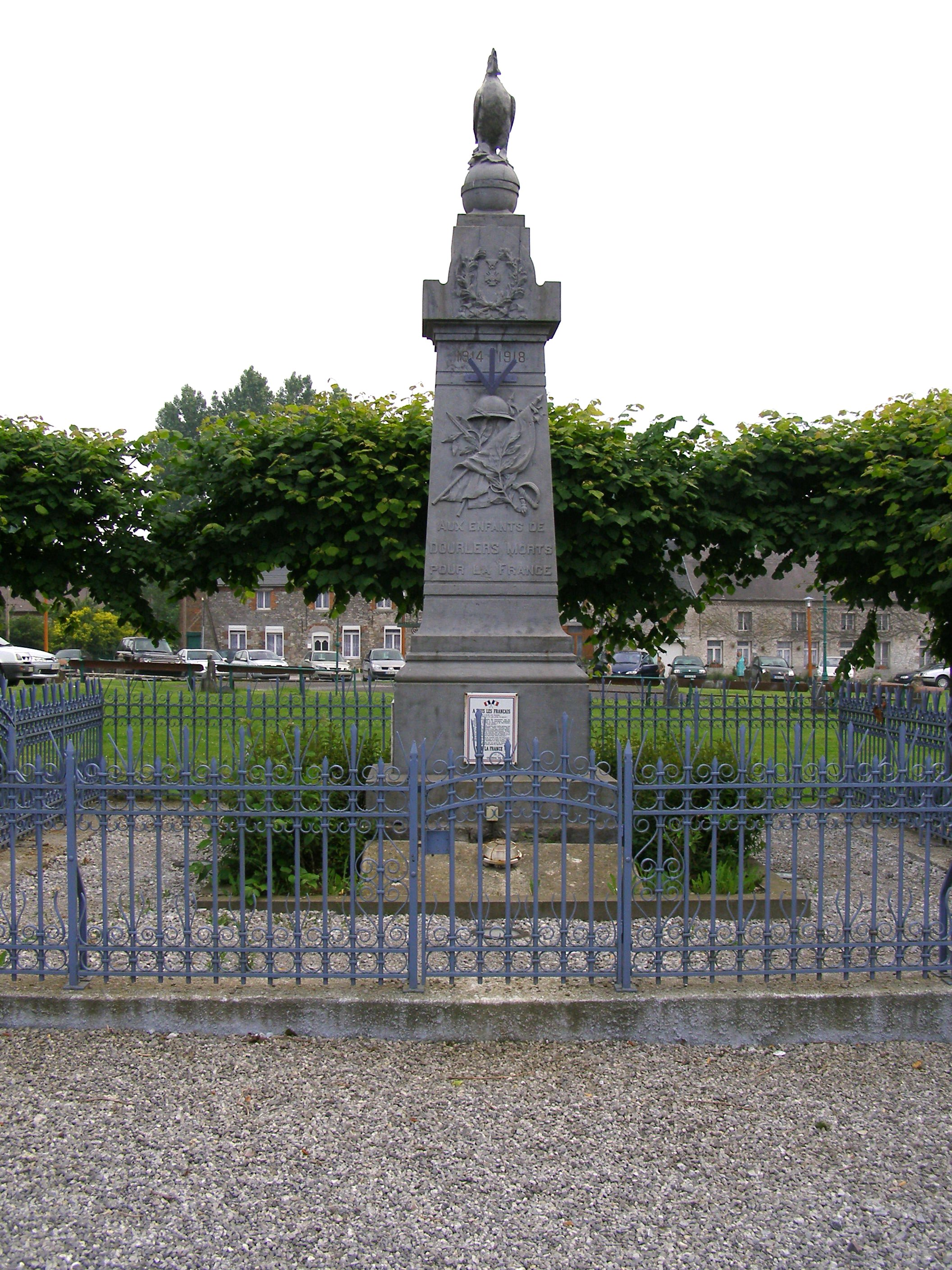
Gefallenendenkmal